# Dorothy Price
Dorothy Price (Aurora, Illinois, 1899-1980) fue una fisióloga y endocrinóloga estadounidense, conocida por su descubrimiento del principio de retroalimentación negativa en la regulación del eje endocrino, trabajo realizado junto con Carl R. Moore. Es considerada una pionera en el campo de la neuroendocrinología.

## Biografía
Price nació en Aurora, Illinois, Estados Unidos, en 1899, y recibió su licenciatura en ciencias de la Universidad de Chicago en 1922. Después de graduarse, continuó brevemente con su trabajo de posgrado en embriología, pero las dificultades financieras le hicieron abandonar la escuela de posgrado. En busca de un trabajo, se le ofreció un puesto como técnica de histología en el laboratorio del endocrinólogo Carl R. Moore, quien en ese momento se encontraba estudiando el desarrollo sexual. Price seguiría trabajando para y con Moore durante el resto de su carrera en la Universidad de Chicago. En 1935, obtuvo su doctorado en zoología de la Universidad de Chicago estudiando el desarrollo de la próstata masculina y las vesículas seminales en los roedores. En 1947, se convirtió en profesora asistente en la Universidad de Chicago, casi 25 años después de ingresar al departamento como técnica. Antes de su retiro en 1967, Price colaboró con investigadores de la Universidad de Leiden, la Universidad de Puerto Rico y la Universidad Johns Hopkins durante el resto de su carrera académica, y formó parte de varios comités de redacción y revisión.

## Investigación
Cuando Price se unió al laboratorio de Carl R. Moore como técnica, este estaba investigando los efectos «antagónicos» entre los esteroides sexuales masculinos y femeninos, la testosterona y el estradiol en el sistema reproductor masculino, con resultados a menudo confusos.  Mientras analizaba estos datos, Price presentó el principio de «influencia recíproca», conocida después como retroalimentación negativa, donde la hormona producida por la gónada también podría regular su propia estimulación a través de sus efectos en la hipófisis anterior.  Juntos, Price y Moore, realizaron experimentos para demostrar que las hormonas gonadales podrían regular la hipófisis anterior y viceversa, y publicaron el artículo de investigación en 1930. El marco de trabajo de retroalimentación negativa se expandiría posteriormente para incluir el hipotálamo por Geoffrey Harris, considerada una «piedra angular» de la endocrinología. Los principios descubiertos por Price y Moore se usaron más tarde para diseñar y desarrollar métodos anticonceptivos hormonales.
Aunque en un principio Price elaboró la teoría de retroalimentación negativa para explicar los datos contradictorios de ella y Moore, el marco de trabajo se denominó «teoría de Moore-Price» con Moore como el primer autor de todos los artículos publicados. Más tarde, se citaría a Price diciendo que en ese momento, «las mujeres no eran realmente consideradas científicamente iguales a los hombres», Moore era un «machista» pero «no se dio cuenta del fondo de su propio prejuicio». Sin embargo, Moore y Price tenían una relación de investigación positiva, y fue ella quien escribió la biografía conmemorativa de Moore para la Academia Nacional de Ciencias de Estados Unidos.
Más adelante en su carrera, Price estudió la diferenciación sexual y el desarrollo. Amplió la hipótesis organizacional-activacional, mostrando que los andrógenos fetales pueden «masculinizar» el cerebro y conducir al comportamiento sexual masculino en los roedores.